# .dk

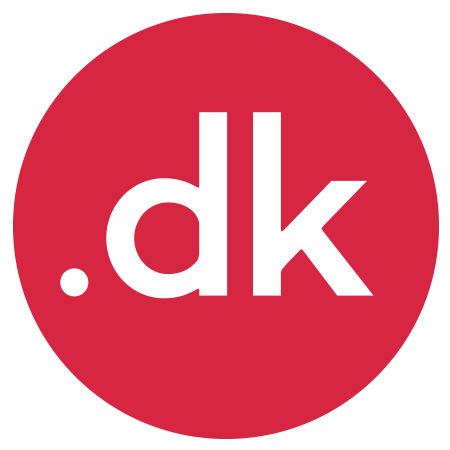

.dk는 덴마크의 국가 최상위 도메인이다. 이 도메인은 DK 호스트마스터가 관리하고 있으며, æ, ø, å, ö, ä, ü, and/or é 등의 특수문자도 사용할 수 있다.

## 2차 도메인
일반적으로 대부분의 회사와 사람들은 원하는 도메인 이름을 2차 도메인 수준으로 등록한다. (company.dk 및 lastname.dk)

## 3차 도메인
3차 도메인은 2차 도메인 소유자가 할당한다. 레지스트리는 제3자를 위해 .com.dk와 같은 일반적인 2차 도메인을 실행하거나 권장하거나 보증하지 않으며 일반적으로 표시되지 않는다.